# Яковлев, Николай Капитонович
Никола́й Капито́нович Я́ковлев (25 апреля [7 мая] 1869, Рязань — 21 декабря 1950, Москва) — российский, советский актёр и режиссёр театра, педагог. Народный артист СССР (1944). Герой Труда (1924).

## Биография
Родился в Рязани 25 апреля (7 мая) 1869 года.
В 1893 году окончил драматические курсы при Московском театральном училище (ныне Высшее театральное училище имени М. С. Щепкина) (преподаватель — О. А. Правдин) и был принят в Малый театр, где играл до конца жизни. Большое влияние на него оказал режиссёр А. П. Ленский, раскрывший комедийное дарование артиста.
В 1898—1907 годах также играл на сцене молодёжного филиала Малого и Большого театров — Новом театре.
Отличался живым темпераментом, наблюдательностью, знанием старого уклада русской жизни. Играл в основном бытовые и характерные роли. Одной из лучших считается роль Грознова в пьесе «Правда — хорошо, а счастье лучше» А. Н. Островского. Продолжал реалистические традиции игры П. М. Садовского.
Всего им было сыграно более 300 ролей, в том числе около 50 в пьесах А. Н. Островского.
Выступал как режиссёр.
В 1907—1918 годах преподавал в Музыкально-драматическом училище Московского филармонического общества и созданном на его основе Музыкально-драматическом институте (1918—1920, ныне ГИТИС).
Скончался 21 декабря 1950 года в Москве. Похоронен на Новодевичьем кладбище.
Его жена — Мария Алексеевна Яковлева (1875—1958).

## Творчество

### Роли в театре

#### Малый театр
- 1893—1894 — «Василиса Мелентьева» А. Н. Островского и С. А. Гедеонова — Слуга князя Воротынского
- 1893—1894 — «Волки и овцы» А. Н. Островского — Маляр
- 1894—1895 — «Горе от ума» А. С. Грибоедова — Г. D.
- 1894—1895 — «Модная лавка» И. А. Крылова — Андрей, Непогрешимый
- 1894—1895 — «Скупой» Ж. Б. Мольера — Лафлеш
- 1894—1895 — «Собака садовника» Л. де Вега — Тристан
- 1894—1895 — «Трудовой хлеб» А. Н. Островского — Чепурин
- 1895—1896 — «Воевода» А. Н. Островского — Бессудный
- 1895—1896 — «Гроза» А. Н. Островского — Кудряш
- 1895—1896 — «Женитьба» Н. В. Гоголя — Кочкарёв
- 1895—1896 — «Король Лир» У. Шекспира — Шут
- 1895—1896 — «Ревизор» Н. В. Гоголя — Хлопов
- 1895—1896 — «Ночное» М. А. Стаховича — Ваня
- 1896—1897 — «Жорж Данден» Ж. Б. Мольера — Любен
- 1896—1897 — «Женитьба Бальзаминова» А. Н. Островского — Бальзаминов
- 1896—1897 — «Король Ричард III» У. Шекспира — Лорд Гастингс
- 1896—1897 — «Поздняя любовь» А. Н. Островского — Дормидонт Шаблов
- 1896—1897 — «Цена жизни» В. И. Немировича-Данченко — Николай
- 1897—1898 — «Бесприданница» А. Н. Островского — Карандышев
- 1897—1898 — «Бедность не порок» А. Н. Островского — Разлюляев
- 1897—1898 — «Горячее сердце» А. Н. Островского — Вася Шустрый
- 1897—1898 — «Правда — хорошо, а счастье лучше» А. Н. Островского — Платон
- 1897—1898 — «Старый друг лучше новых двух» А. Н. Островского — Прохор Гаврилыч Васютин
- 1898—1899 — «Лес» А. Н. Островского — Счастливцев
- 1898—1899 — «Без вины виноватые» А. Н. Островского — Миловзоров
- 1898—1899 — «Вий» по Н. В. Гоголю — Спирид
- 1898—1899 — «Севильский цирюльник» Бомарше — Фигаро
- 1898—1899 — «Таланты и поклонники» А. Н. Островского — Вася
- 1898—1899 — «Женитьба Фигаро» Бомарше — Фигаро
- 1898—1899 — «Царь Борис» А. К. Толстого — Григорий Отрепьев
- 1899—1900 — «Сон в летнюю ночь» У. Шекспира — Основа
- 1899—1900 — «Мещанин во дворянстве» Мольера — Ковьель
- 1900—1901 — «Снегурочка» А. Н. Островского — Брусило
- 1900—1901 — «Соломенная шляпка» Эжена Лабиша и Марк-Мишеля — Фадинар
- 1900—1901 — «Шутники» А. Н. Островского — Гольцов
- 1902—1903 — «Ревизор» Н. В. Гоголя — Хлестаков
- 1902—1903 — «Виндзорские проказницы» У. Шекспира — Гуг Эванс
- 1902—1903 — «Горе от ума» А. С. Грибоедова — Горич
- 1902—1903 — «Король Генрих VIII» У. Шекспира — Лорд Санс
- 1902—1903 — «Мёртвые души» по Н. В. Гоголю — Ноздрёв
- 1902—1903 — «Не в свои сани не садись» А. Н. Островского — Бородкин
- 1902—1903 — «Не так живи, как хочется» А. Н. Островского — Ерёмка
- 1902—1903 — «Сердце не камень» А. Н. Островского — Константин Лукич Каркунов
- 1903—1904 — «Женитьба Белугина» А. Н. Островского, Н. Я. Соловьёва — Андрей Белугин
- 1903—1904 — «Измена» А. И. Сумбатова — Бессо
- 1903—1904 — «Таланты и поклонники» А. Н. Островского — Мелузов
- 1904—1905 — «Волки и овцы» А. Н. Островского — Мурзавецкий
- 1905—1906 — «Авдотьина жизнь» С. А. Найденова — Изюмов
- 1905—1906 — «Буря» У. Шекспира — Тринкуло
- 1905—1906 — «Ревизор» Н. В. Гоголя — Хлестаков
- 1906—1907 — «Бедность не порок» А. Н. Островского — Разлюляев
- 1906—1907 — «Плоды просвещения» Л. Н. Толстого — Семён, Яков
- 1907—1908 — «Доходное место» А. Н. Островского — Белогубов
- 1908—1909 — «Последняя жертва» А. Н. Островского — Дергачёв
- 1909—1910 — «Бедная невеста» А. Н. Островского — Милашин
- 1909—1910 — «Дмитрий Самозванец и Василий Шуйский» А. Н. Островского — Дмитрий Шуйский
- 1909—1910 — «Безумный день, или Женитьба Фигаро» Бомарше — Антонио
- 1910—1911 — «Гроза» А. Н. Островского — Тихон
- 1911—1912 — «Мнимый больной» Ж. Б. Мольера — Диафуарус
- 1911—1912 — «Горе от ума» А. С. Грибоедова — Загорецкий
- 1911—1912 — «Бесприданница» А. Н. Островского — Карандышев
- 1912—1913 — «Таланты и поклонники» А. Н. Островского — Вася
- 1912—1913 — «Как Вам будет угодно» У. Шекспира — Оселок
- 1913—1914 — «Насильники» А. Н. Толстого — Клавдий Коровин
- 1913—1914 — «Тень» Н. И. Тимковского — Малецкий
- 1913—1914 — «Василиса Мелентьева» А. Н. Островского и С. А. Гедеонова — Шут
- 1915—1916 — «На бойком месте» А. Н. Островского — Непутёвый
- 1915—1916 — «Воевода» А. Н. Островского — Бессудный
- 1916—1917 — «Волки и овцы» А. Н. Островского — Мурзавецкий
- 1917—1918 — «Завтрак у предводителя» И. С. Тургенева — Алупкин
- 1917—1918 — «Декабрист» П. П. Гнедича — Силантий
- 1918—1919 — «Проделки Скапена» Ж. Б. Мольера — Скапен
- 1918—1919 — «Старик» М. Горького — Харитонов
- 1919—1920 — «Женитьба Фигаро» Бомарше — Фигаро
- 1921—1922 — «Оливер Кромвель» А. В. Луначарского — Ричард
- 1922—1923 — «Снегурочка» А. Н. Островского — Бобыль
- 1922—1923 — «На всякого мудреца довольно простоты» А. Н. Островского — Голутвин
- 1923—1924 — «Железная стена» Б. К. Рынды-Алексеева — Пётр Швелёв
- 1923—1924 — «Сердце не камень» А. Н. Островского — Константин Лукич Каркунов
- 1923—1924 — «Бедность не порок» А. Н. Островского — Любим Торцов
- 1924—1925 — «Анна Кристи» Ю. О’Нила — Кристоф
- 1924—1925 — «На всякого мудреца довольно простоты» А. Н. Островского — Городулин
- 1925—1926 — «Аракчеевщина» И. С. Платона — Иван Малыш
- 1925—1926 — «Брат наркома» Н. Н. Лернера — Ливанов
- 1926—1927 — «Смерть Петра I» Н. Н. Шаповаленко — Балакирев
- 1926—1927 — «Любовь Яровая» К. А. Тренёва — Елисатов
- 1926—1927 — «Амур в лапоточках» П. С. Сухотина — Костик
- 1928—1929 — «Жена» К. А. Тренёва — Лебедко
- 1928—1929 — «Свои люди — сочтёмся» А. Н. Островского — Подхалюзин
- 1930—1931 — «Не было ни гроша, да вдруг алтын» А. Н. Островского — Крутицкий
- 1932—1933 — «Бешеные деньги» А. Н. Островского — Васильков
- 1932—1933 — «Разгром» А. А. Фадеева и М. С. Нарокова — Хозяин
- 1933—1934 — «Скутаревский» Л. М. Леонова — Нарком
- 1934—1935 — «В чужом пиру похмелье» по А. Н. Островскому — Тит Титыч
- 1934—1935 — «Соло на флейте» И. К. Микитенко — Булава
- 1935—1936 — «На всякого мудреца довольно простоты» А. Н. Островского — Мамаев
- 1936—1937 — «Слава» В. М. Гусева — Медведев
- 1936—1937 — «Борис Годунов» А. С. Пушкина — Василий Шуйский
- 1937—1938 — «Ревизор» Н. В. Гоголя — Городничий
- 1939—1940 — «Свадьба Кречинского» А. В. Сухово-Кобылина — Расплюев
- 1940—1941 — «Правда — хорошо, а счастье лучше» А. Н. Островского — Сила Ерофеич Грознов
- 1941—1942 — «1812 год» по роману Л. Н. Толстого «Война и мир» — Кутузов
- 1945—1946 — «Бедность не порок» А. Н. Островского — Любим Торцов

### Постановки
1907—1920
- «Грех да беда на кого не живёт» А. Н. Островского
- «Свои собаки грызутся, чужая не приставай» А. Н. Островского
- «За чем пойдёшь, то и найдёшь» А. Н. Островского
- «Волки и овцы» А. Н. Островского
- «Шутники» А. Н. Островского[3].

## Звания и награды
- Герой Труда (1924)
- Заслуженный артист Республики (1924, 30-летие сценической деятельности)
- Народный артист РСФСР (1934, 40-летие сценической деятельности)
- Народный артист СССР (1944)
- Орден Ленина (1949)
- Орден Трудового Красного Знамени (23.09.1937) — за выдающиеся заслуги в деле развития русского театрального искусства
- Медали
- Знак «100 лет Малому театру» (1924)